# Véry
Véry je francouzská obec v departementu Meuse v regionu Grand Est. Žije zde 82 obyvatel.

## Poloha obce

### Sousední obce
| Růžice kompasu | Charpentry | Épinonville |                      | Růžice kompasu |
| Růžice kompasu | Cheppy     | Sever       | Montfaucon-d'Argonne | Růžice kompasu |
| Růžice kompasu | Cheppy     | Véry        | Montfaucon-d'Argonne | Růžice kompasu |
| Růžice kompasu | Cheppy     | Jih         | Montfaucon-d'Argonne | Růžice kompasu |
| Růžice kompasu | Avocourt   |             |                      | Růžice kompasu |